# Muhammad Jiwa Zainal Adilin II di Kedah
Muhammad Jiwa Zainal Adilin II (1699 circa – Alor Setar, 23 settembre 1778) è stato sultano di Kedah dal 1710 al 1778.

## Biografia
Muhammad Jiwa Zainal Adilin II nacque all'incirca nel 1699 ed era il figlio maggiore del sultano Abdullah Mu'adzam Shah e della sua sposa reale Wan Nang Mas. Venne educato privatamente.
Durante un pellegrinaggio a Jambi e Palembang conobbe il maestro religioso arabo Shaikh Abdul Jalil che seguì a Giava e in India. Il 15 febbraio 1710, alla morte del fratello minore, fu proclamato sultano. Nel maggio successivo sbarcò a Langkawi e venne formalmente investito presso il Balai Penghadapan, Istana Bukit Pinang.
Il 20 dicembre 1735 trasferì la capitale ad Alor Setar, insediamento da lui fondato. Questa città divenne l'ottavo centro amministrativo dopo la nascita del sultanato di Kedah nel 1136. Le capitali precedenti furono Kota Bukit Meriam, Kota Sungai Emas, Kota Siputeh, Kota Naga, Kota Sena, Kota Indera Kayangan e Kota Bukit Pinang.
Dopo aver fondato la città, Mohammed Jiwa diede avviò alla costruzione del suo palazzo, l'Istana Kota Setar. L'edificio originario era una struttura in legno che fu più volte danneggiato a causa degli attacchi dei Bugis (nel 1770) e del Siam (nel 1821). L'attuale edificio in pietra fu completato durante il regno di Ahmad Tajuddin Mukarram Shah.
Questo palazzo è anche conosciuto come Istana Pelamin in quanto lo spazio dell'edificio fu esteso per aggiungere un padiglione e diverse sale quando il sultano Abdul Hamid Halim Shah organizzò le nozze di cinque principi e principesse. Dopo il 1941 questo palazzo venne utilizzato come scuola e ufficio per diverse organizzazioni tra cui il capitolo del Kedah della St John Ambulance e il movimento scout locale. Il 25 luglio del 1983, questo palazzo venne dichiarato sede del Museo reale di Kedah.
Un'altra struttura attribuita a questo sovrano è il Balai Besar (Grande sala delle udienze). Inizialmente la funzione dell'edificio era di sala delle udienze, essendo posta nella zona posteriore del complesso dell'Istana Kota Setar. I pilastri, i tetti e i pavimenti sono in legno ed è tuttora esistente.
Anche il Balai Nobat venne costruito su sua iniziativa alla fondazione di Alor Setar. L'unico scopo di questa struttura alta 18 metri, larga 5 e di forma ottagonale era quella di custodire tutti gli strumenti musicali reali tra cui la serunai (flauto di legno), il nafiri, il gendang (tamburo) e il gong, noto come nobat.
Nel 1767 accettò la sovranità birmana dopo il sacco di Ayudhya per evitare l'invasione siamese da Thaksin. Nel marzo 1771 fuggì a Kangar, nel Perlis, quando i Bugis invasero e presero il controllo del forte di Kuala Kedah. Dopo essersi appellato agli inglesi per chiedere aiuto, firmò un trattato di alleanza con Edward Monckton il 20 aprile 1772 che però ripudiò nel luglio dello stesso anno.
Si sposò quattro volte ed ebbe sette figli, quattro maschi e tre femmine.
Morì all'Istana Baginda di Alor Setar il 23 settembre 1778 e fu sepolto nel cimitero di Kota Setar.